# Ralf Bödeker
Ralf Bödeker (1958. május 12. –) német labdarúgó-középpályás.